# 탄소 나노튜브

3D 소프트웨어로 구현된, 회전하는 탄소 나노튜브의 애니메이션.

탄소 나노튜브(Carbon nanotube, CNT)는 원기둥 모양의 나노구조를 지니는 탄소의 동소체이다. 길이와 지름의 비가 132,000,000:1에 이르는 나노튜브도 만들어졌는데, 이는 지금까지 알려진 물질 중 가장 높은 값이다. 탄소 나노튜브는 여러 특이한 성질을 가지고 있어서 나노기술, 전기공학, 광학 및 재료공학 등 다양한 분야에서 유용하게 쓰일 수 있다. 특히 열전도율 및 기계적, 전기적 특성이 매우 특이하여 다양한 구조 물질의 첨가제로도 응용되고 있다. 예를 들면 (주로 탄소섬유로 만들어지는) 야구방망이나 골프채, 자동차 부품, 다마스쿠스 강에 탄소 나노튜브를 소량 첨가하기도 한다.
나노튜브는 풀러렌 계열의 구조를 지니며, 그래핀이라는 탄소 원자 한 층으로 이루어진 막을 벽으로 하며 길고 속이 빈 튜브 모양으로 만들어졌기 때문에 탄소 나노튜브라는 이름이 붙었다. 그래핀을 둥그렇게 마는 각도에 따라 다른 나노튜브가 만들어질 수 있는데, 이렇게 말리는 각도와 지름에 의해 금속이 될 수도 있고 반도체가 될 수도 있다. 나노튜브는 단일벽 나노튜브와 다중벽 나노튜브로 나눌 수 있다. 나노튜브는 반데르발스 힘에 의해 여러 가닥이 뭉쳐진 “로프” 형태로 정렬되는 경우가 많다.
나노튜브의 화학 결합은 흑연과 같은 sp2 결합만으로 구성된다. sp2 결합은 알케인이나 다이아몬드에서 볼 수 있는 sp3 결합보다 강하며, 나노튜브의 강도가 매우 높은 것도 이 때문이다.
1991년 일본 NEC 연구소의 이이지마 스미오 박사가 전자 현미경을 통해 처음 확인하였다.
탄소나노튜브는 1985년에 Kroto와 Smalley가 탄소의 동소체인 풀러렌(탄소 원자 60개가 모인 것：C60)을 처음으로 발견한 이후, 1991년 일본전기회사(NEC) 부설 연구소의 이지마 박사가 전기방전시 흑연 음극상에 형성된 탄소 덩어리를 투과 전자 현미경으로 분석하는 과정에서 발견하여 네이처 지에 처음으로 발표하였다. 탄소 나노튜브에서 탄소원자 하나는 주위의 다른 탄소 원자 3개와 sp2 결합을 하여 육각형 벌집무늬를 형성하며, 이 튜브의 직경이 대략 수 나노미터(nanometer, nm) 정도로 극히 작기 때문에 나노튜브라고 부르게 되었다. 이 탄소나노튜브는 전기 세기가 클수록 더 수축하는 성질을 가지고 있다.
최근, 한국과학기술연구원(KIST)의 이재갑 박사가 탄소나노튜브는 원통형이 아닌 나선형임을 보였다. 즉, 단일벽탄소나노튜브(SWCNT)는 리본상 그래핀이 나선형으로 성장한 것이며, 다중벽탄소나노튜브(MWCNT)는 리본상 흑연이 나선형으로 성장하여 외견상 튜브처럼 보이는 것임을 고해상도투과전자현미경(HRTEM), 원자현미경(AFM) 관찰, X-ray분석 및 형성에너지 계산을 통해 밝혔다.

## 특성

### 강도
탄소나노튜브는 인장 강도와 탄성률의 측면에서 지금까지 발견된 가장 단단하고 강한 물질이며 이는 탄소 원자들 사이에 형성된 sp2 공유결합 때문이다. 2000년, 다중벽 탄소나노튜브는 63기가파스칼의 인장 강도를 가지고 있다는 것이 실험을 통해 증명되었다. 이후 이어진 2008년의 실험에서, 각각의 탄소나노튜브 껍질들은 100기가파스칼 이상의 강도를 가지고 있다는 것이 밝혀졌다. 탄소나노튜브는 고체 상태일 때1.3~1.4g/cm3의 낮은 밀도를 가지기 때문에 48,000 kN·m·kg-1의 비강도는 154 kN·m·kg-1의 고탄소강과 비교해도 탄소 나노튜브가 더 강함을 알 수 있다. 탄소 나노 튜브는 지금까지 알려진 물질들 중 가장 강한 물질이다.

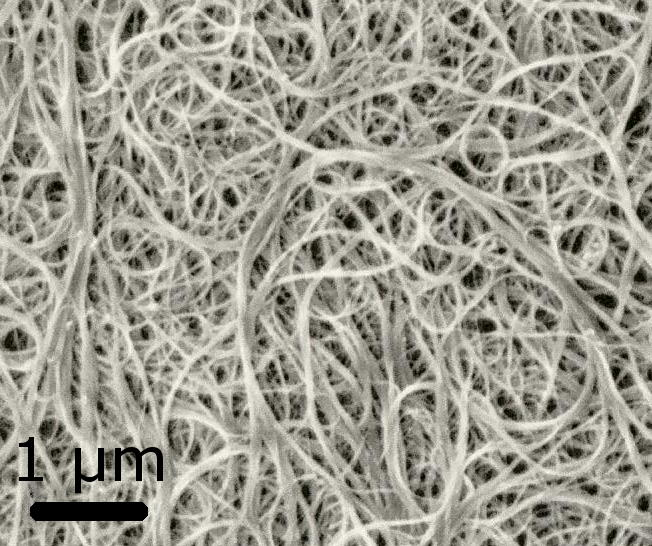
탄소 나노튜브 다발의 주사 전자 현미경 이미지

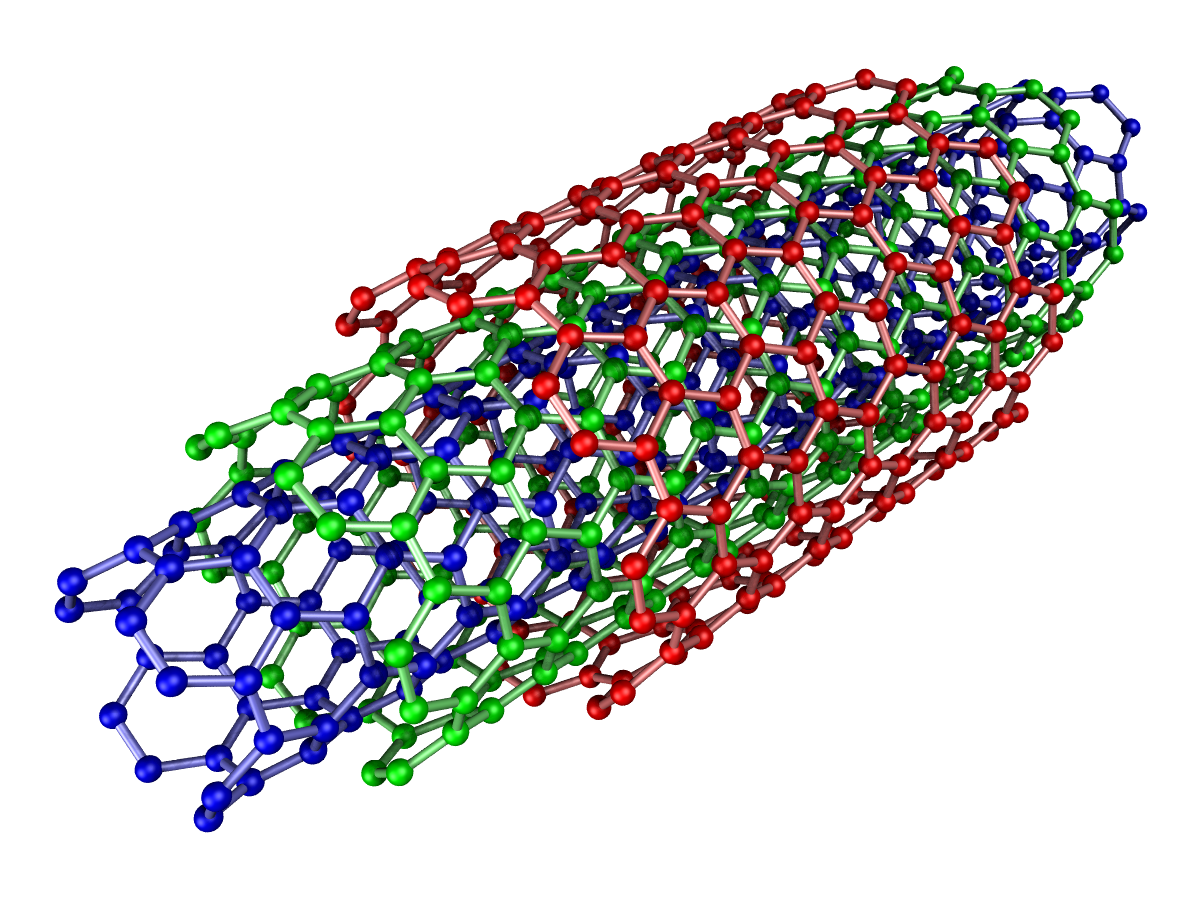
세 겹 팔걸이의자형 탄소 나노튜브

### 배터리
탄소 나노 튜브의 흥미로운 전자 성질들은 일반적으로 새로운 전극 재료, 리튬 이온 배터리용 음극으로서
특히 실험중인 배터리 분야에 희망을 보여주었다.
탄소 나노 튜브의 흥미로운 전기적 특성이 일반적으로 그들에게 새로운 전극 물질, 특히 음극으로 실험하면서 배터리 분야에서의 가능성을 보여 주고 있다.
이는 탄소 나노 튜브 등의 흑연계 복합에 의해 지금까지 관찰된 유일한 금속 리튬 전위에 근접하고, 불가역 용량에 적당한 비교적 높은 가역 용량을 필요로한다는 사실에 기인한다.
그들은 그 기능을 일반적으로 반복되는 충 방전에 의한 전지의 열화를 매우 효과적으로 경감할 뿐만 아니라
리튬 이온 배터리의 용량을 크게 개선하였다.
과학자들은 탄소나노튜브의 훌륭한 강도, 전도성, 그리고 낮은 밀도 뿐 아니라 아주 훌륭한 능력을 이용하는 것에서 매우 뛰어난 잠재력을 보고있다.
또한, 음극에서는 전자 수송력이 매우 높은 금속성 탄소 나노 튜브를 사용하여 향상시킬 수있다.
탄소나노튜브는 양면을 다 사용할 수 있는 수용력(300~600mA→1000mA)을 가지고있다.
한편, 대부분은 음극 재료로 사용되는 흑연은 이러한 리튬 배터리에 대해서 유일한 320mA의 능력을 보여 주었다.
탄소 나노 튜브를 합성/생성함으로써, 과학자들은 우수한 강도, 전도성, 낮은 밀도 뿐 아니라
이러한 탁월한 부분으로 많은 잠재력을 느낀다.

## 종류

### 접합 탄소 나노튜브와 교차결합식 탄소 나노튜브
둘 이상의 나노튜브 사이의 접합은 이론적으로 널리 거론되고 있다.

## 안전성
탄소 나노 튜브의 독성이 나노테크놀로지에서 중요한 질문이 된 적이 있다. 2007년에, 독성에 대한 연구가 시작되었다. 데이터는 아직 단편적이고 주관적이다. 임시의 결과는 이 혼합된 물질의 유독성을 평가하는 것의 어려움을 강조한다. 샘플의 순도뿐 아니라 구조, 입도 분포, 표면, 표면화학, 표면 전류, 집합체 상태가 탄소 나노 튜브의 반응성에 엄청난 영향을 가진다. 그러나, 이용가능한 정보에 따르면, 특정 상황에서는 탄소 나노 튜브가 염증이나 섬유증과 같은 해로운 효과를 유도할 수 있다고 한다.

## 같이 보기
- 분자 모델링
- 유기 반도체